# Krimovica
Krimovica (en serbe cyrillique : Кримовица) est un village du sud-ouest du Monténégro, dans la municipalité de Kotor.

## Démographie

### Évolution historique de la population
| 1948 | 1953 | 1961 | 1971 | 1981 | 1991 | 2003 |
| ---- | ---- | ---- | ---- | ---- | ---- | ---- |
| 186  | 168  | 176  | 180  | 115  | 70   | 55   |